# Mydaea sinensis
Mydaea sinensis este o specie de muște din genul Mydaea, familia Muscidae, descrisă de Ma și Xiaolong Cui în anul 1986. Conform Catalogue of Life specia Mydaea sinensis nu are subspecii cunoscute.